# Quảng Long, Hải Hà
Quảng Long là một xã thuộc huyện Hải Hà, tỉnh Quảng Ninh, Việt Nam.
Địa lí:
+ Phía Bắc giáp xã Quảng Sơn;
+ Phía Tây giáp xã Quảng Sơn và Đường Hoa;
+ Phía Nam giáp xã Quảng Phong và thị trấn Quảng Hà;
+ Phía Đông giáp xã Quảng Chính và xã Quảng Thịnh.
Xã Quảng Long có diện tích 14,7 km², dân số năm 2016 là 5234 người, mật độ dân số đạt 356 người/km². Nơi tập trung đông dân cư nhất ở Quốc lộ 18 tại ngã ba chợ Long Bình.
Xã Quảng Long có đồi chè Quảng Long là điểm thu hút khách du lịch.
Lịch sử:
Xã Quảng Long trước đây là xã Đại Điền Nùng, thuộc huyện Hà Cối, tỉnh Quảng Ninh. Ngày 16 tháng 1 năm 1979, Hội đồng Chính phủ ban hành Quyết định 17-CP quyết định đổi tên xã Đại Điền Nùng thành xã Quảng Long.
Năm 2001, sau khi tách huyện Quảng Hà thành hai huyện Đầm Hà và Hải Hà, xã Quảng Long thuộc huyện Hải Hà mới tái lập.
Giao thông:
Xã Quảng Long có đường Quốc lộ 18 chạy qua với chiều dài gần 5 km và tuyến cao tốc Hải Phòng - Móng Cái chạy qua với chiều dài 3,5 km.